# 바이퍼피시
바이퍼피시(Viperfish)는 심해에 살며 커다란 입과 날카로운 이빨을 가졌다. 입안에 약 1350개의 등불이 있다. 그래서 다른 물고기들이 자신의 입으로 오도록 유인한다. 다른 물고기들이 오면 바로 입을 닫고 먹는게 최선이라고 생각한다.

## 하위 종
모두 27종이 있다
- Chauliodus barbatus (Lowe, 1843).
- Chauliodus danae Charles Tate Regan|Regan & Trewavas, 1929.
- Chauliodus dentatus Samuel Garman|Garman, 1899.
- Chauliodus macouni Tarleton Hoffman Bean|Bean, 1890.
- Chauliodus minimus Parin & Novikova, 1974.
- Chauliodus pammelas Alfred William Alcock|Alcock, 1892.
- Chauliodus schmidti (Charles Tate Regan|Regan & Trewavas, 1929).
- Chauliodus sloani Marcus Elieser Bloch|Bloch & Johann Gottlob Schneider|Schneider, 1801.
- Chauliodus vasnetzovi Novikova, 1972.

## 같이 보기
- 심해어
- 중층원양대